# Australian Journal of Botany
Australian Journal of Botany is een botanisch tijdschrift dat sinds 1953 verschijnt. Er verschijnen jaarlijks acht edities van het tijdschrift. De uitgever is CSIRO Publishing.
In het tijdschrift verschijnen onderzoeksartikelen en reviewartikelen die peer review hebben ondergaan. De onderwerpen betreffen alle plantengroepen en onder meer ecologie, ecofysiologie, natuurbescherming, biodiversiteit, bosbouw, celbiologie, moleculaire biologie, paleobotanie, voortplanting, genetica, mycologie, fytopathologie, morfologie en ontwikkelingsbiologie.
In botanische literatuurverwijzingen wordt vaak de standaardafkorting "Austral. J. Bot." gebruikt.